# Svenska Dagbladets guldmedalj
Svenska Dagbladets guldmedalj (w skrócie bragdguldet) – prestiżowa nagroda fundowana przez dziennik Svenska Dagbladet najlepszemu sportowcowi lub zespołowi mijającego roku. Przyznawana od 1925.